# Giorgio Demetrio Gallaro
Giorgio Demetrio Gallaro (Pozzallo, 16 januari 1948) is een Italiaans geestelijke en bisschop van de Italo-Grieks-katholieke Kerk.
Gallaro bezocht het diocesaan seminarie van Noto en werd op 1972 priester gewijd in Los Angeles.
Hij werkt als een pastoor in verschillende parochies van de oosterse ritus van de Verenigde Staten. In 1987 werd hij geïncardineerd in de Eparchie van Newton, van de Melkitische Grieks-katholieke Kerk.
Paus Franciscus benoemde hem tot bisschop van Piana degli Albanesi als opvolger van Sotìr Ferrara die met emeritaat ging.
Gallaro werd bisschop gewijd op 28 juni 2015 door bisschop Ercole Lupinacci.
- Gemeinsame Normdatei: 1043184341
- International Standard Name Identifier: 0000 0004 4891 1786
- Istituto Centrale per il Catalogo Unico: VIAV155889
- Virtual International Authority File: 305323187
- WorldCat: E39PBJbM38ftVrVmFwHtKHRMyd